# Ортодоксальный иудаизм

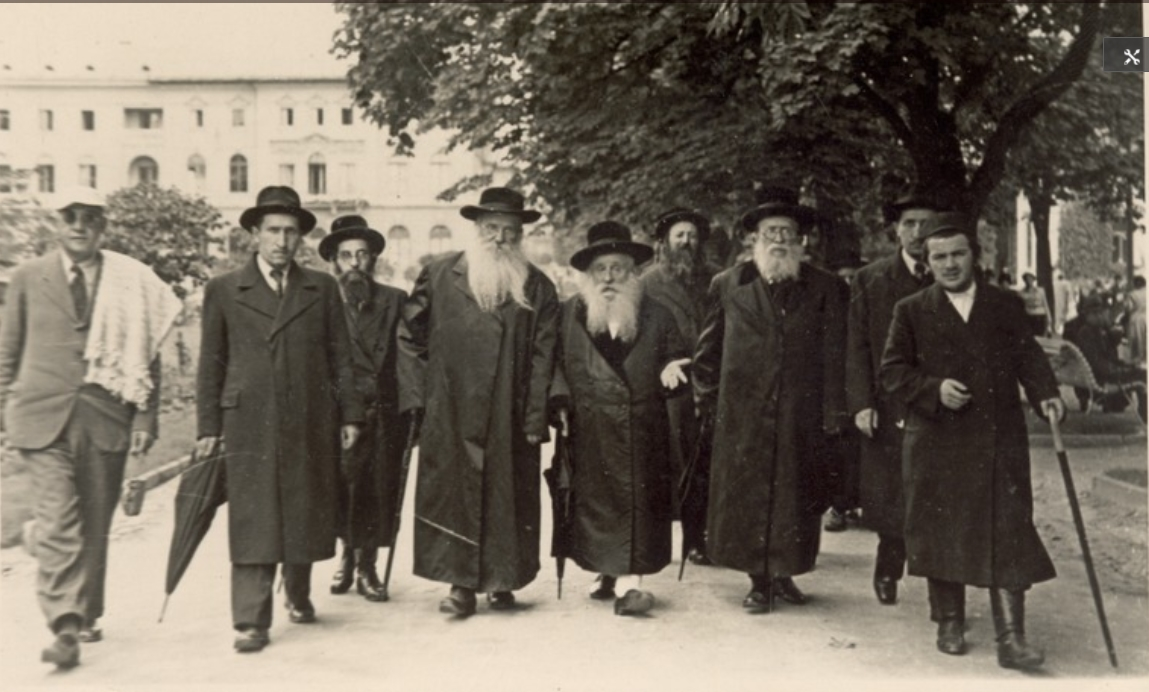
Группа ортодоксальных евреев, Пшеворск, Польша

Ортодокса́льный иудаи́зм — общее название традиционных течений в талмудическом иудаизме. С исторической точки зрения является продолжением еврейского религиозного мировоззрения, окончательно сформировавшегося в эпоху Позднего Средневековья и в начале эпохи Нового времени. Центральное место в религиозной концепции ортодоксального иудаизма занимают Тора и Галаха в том виде, в каком она зафиксирована в Устном Законе (в Мишне и Гемаре, то есть в Талмуде) и кодифицирована в своде Шулхан арух.
В качестве религиозного течения ортодоксальный иудаизм сформировался в первой половине XIX века как реакция на появление реформизма в иудаизме, распространение Хаскалы и секуляризацию еврейской жизни в процессе эмансипации.
Ортодоксальное направление иудаизма преобладает в современном Израиле. В рамках ортодоксального иудаизма в начале XX века сформировалось сионистское направление Мизрахи (сокращение от «духовный центр»). Теологию сионистского ортодоксального иудаизма выразил в своих трудах первый главный ашкеназский раввин Палестины Авраам Ицхак Кук. Сохраняют влияние также несионистские фундаменталистские направления, которые получили в Израиле наименование харедим («богобоязненные»). Наиболее радикальной из харедим является иерусалимская школа Нетурей карта (с арамейского — «стражи города»), которая отрицает национальный характер Израиля, по причине чего не признаёт легитимности светского государства Израиль. В среде израильских харедим получило развитие сионистское направление хардал (национально-религиозные харедим).

## История
В XII веке раввин и философ Маймонид (в иудейской традиции известен также как Рамбам) составил обширный комментарий к Талмуду, названный «Мишне Тора» («Толкование Торы»), где в традиции аристотелизма была сформулирована основная догматика иудейской религии. В XVI веке раввином Иосефом Каро был написан ставший популярным талмудический компендиум «Шулхан арух» («Накрытый стол»), который применяется в качестве практического руководства по талмудическому праву, принятого ортодоксальным иудаизмом.
Под влиянием идей Французской революции XVIII века началось движение за эмансипацию евреев — Хаскала («просвещение»), которое привело к кризису ортодоксального иудаизма и появлению реформистского направления, которое стремилось адаптировать иудейскую практику к европейскому образу жизни. Евреи, которых не устраивал радикальный отход раннего германского реформистского иудаизма от норм средневековой еврейской традиции, в середине XIX века дали начало консервативному направлению, приверженцы которого выступали за постепенность реформ и синтез их с некоторой частью норм Галахи. За остальными группами, не принявшими эти инновации, закрепилось наименование ортодоксальных иудеев.
Термин «ортодоксальные евреи» использовался в начале — середине XIX века немецкими евреями, тяготеющими к идеям Просвещения и реформистскому иудаизму в качестве уничижительного термина по отношению к евреям, противящимся изменениям в религиозной и общественной жизни общины. Сами противники таких изменений называли себя иереим («благочестивыми») или харедим («богобоязненными»), и лишь с середины XIX века также стали иногда именовать себя «ортодоксами».

## Ультраортодоксальный иудаизм
Многие евреи, исповедующие ультраортодоксальный иудаизм, предпочитают самоназвание «харедим».

### Литваки
Представители классического направления в ашкеназской ветви иудаизма называются «литваками», так как их основные духовные центры (иешивы) находились, вплоть до Второй мировой войны, преимущественно на территории бывшего Великого княжества Литовского. «Литваки» являются последователями виленского гаона раввина Элиягу бен-Шлоймэ Залманa, противодействовавшего хасидизму, за что хасиды до сих пор называют их миснагдим («сопротивленцами»). Около трети «ультраортодоксов» Израиля — «литваки». В Израиле действует организация «литваков» «Толдот Йешурун», основанная раввином Ицхаком Зильбером.

### Хасиды
Одним из самых значимых мистических направлений стало учение хасидизма, которе возникло в XVIII веке в Подолии и сравнительно быстро охватило значительную часть иудеев Восточной Европы. С конца XIX века хасидизм получил распространение практически по всей еврейской диаспоре, а с середины XVIII века — также в Земле Израиля. Первоначально хасидизм преследовавался «литваками», вплоть до примирения этих двух течений в XIX веке.
Включает в себя различные хасидские династии («дворы»): Любавичские хасиды (Хабад), Гурские хасиды, Сатмарские хасиды и ряд других. Центры хасидизма расположены в Израиле, США, Украине. В настоящее время «хасиды» составляют около 5% от всех евреев мира.

### Нетурей карто
Маргинальное движение в ультраортодоксальном иудаизме, активно выступающее против сионизма и существования государства Израиль.

## Ортодоксальный модернизм
Ортодоксальный модернизм придерживается всех принципов ортодоксального иудаизма, при этом интегрирует их с современной культурой и цивилизацией, а также с религиозным пониманием сионизма. В Израиле его последователями является более половины ортодоксально-религиозного еврейского населения.
В XIX веке начальные формы ортодоксального модернизма создали раввины: Азриэль Хильдесхаймер (1820—1899) и Шимшон-Рафаэль Гирш (1808—1888), которые провозгласили принцип Тора ве-дерех эрец — гармоничное сочетание Торы с окружающим (современным) миром.

### Религиозный сионизм
Одно из направлений ортодоксального модернизма в иудаизме, особенно популярное в Израиле — религиозный сионизм. Основоположником этого течения, сочетающего иудаизм с сионизмом, считается раввин Цви Калишер; в начале XX века оно было разработано и популяризовано Авраамом-Ицхаком Куком, первым главным ашкеназским раввином Подмандатной Палестины. По выражению раввина Кука, «Бог желает, чтобы сыны Израиля вернулись к себе домой для того чтобы создать еврейское независимое государство, в котором евреи смогут жить по законам Торы».
Во второй половине XX века главными идеологами движения были раввины Цви-Иехуда Кук, Аарон Лихтенштейн и Авраам Шапира (Израиль), а также Йосеф-Дов Соловейчик (США).
Известные современные раввины религиозного сионизма: Мордехай Элон, Шломо Рискин, Йегуда Амиталь.
В русскоязычной еврейской общине принципам религиозного сионизма следует организация «Маханаим».